# Asociación de Artistas Aficionados
La Asociación de Artistas Aficionados (AAA) es una compañía de teatro e institución cultural peruana fundada en 1938. La asociación fue pionera en la difusión del arte escénico en el país.
Fue fundada por un colectivo de jóvenes, entre ellos a los hermanos Alejandro, Aurelio y Elvira Miró Quesada, Rosa Graña, Manuel Solari Swayne, Percy Gibson, Ricardo Grau, entre otros. Influenciados por la llegada de Margarita Xirgu y el surgimiento de lo autóctono, esta renovó el desarrollo artístico contemporáneo. Además que fomentó la cuna de talentos del teatro, danza y canto; incluso antes de la llegada de instituciones dedicadas a dichas habilidades bajo el concepto de los «martes culturales». Parte del reparto consiguió escenificar en otros países como España y Francia. Entre las más conocidas está Collacocha de Enrique Solari Swayne, que se expuso inclusive en el Gran Teatro del Bosque, en México.

## Obras realizadas
Teatro:
- De los invencibles hechos de don Quijote de la Mancha (1938)[12]
- El viaje del alma (Lope de Vega)[1]
- Fiesta criolla[13]
- Santa Rosa del Perú[1]
- El gran teatro del mundo[4]
- Collacocha (1956[4] y relanzado en 1958)[7]
- Yerma, mujer que no se habita (2011)[14]
- Virus (2015)[15]

Otros medios
- La lunareja (película)[12]
- Panorama del teatro universal (espacio radial)[12]
- Tradiciones peruanas (espacio radial)[12]